# Peter Eisenberg
Peter Eisenberg (ur. 18 maja 1940 w Strausbergu) – niemiecki językoznawca. Specjalizuje się w gramatyce języka niemieckiego.
Ukończył studia muzyczne w Państwowej Wyższej Szkole Muzycznej w Berlinie Zachodnim. Językoznawstwo i germanistykę studiował na Wolnym Uniwersytecie Berlińskim. Doktoryzował się w 1975 r. na podstawie pracy Oberflächenstruktur und logische Struktur. Untersuchungen zur Syntax und Semantik des deutschen Prädikatadjektivs. Następnie pracował jako doradca akademicki na Uniwersytecie w Hanowerze, habilitował się w 1977 r. W 1980 r. objął posadę profesora filologii niemieckiej na Wolnym Uniwersytecie Berlińskim, a w 1991 r. stanowisko profesora na Uniwersytecie w Hanowerze.
W roku akademickim 1988/89 był profesorem wizytującym na Uniwersytecie Pekińskim. W 1993 r. uzyskał profesurę na Uniwersytecie Poczdamskim.

## Wybrana twórczość
- Das gegenwärtige Interesse an der Linguistik (współautorstwo, 1972)
- Oberflächenstruktur und logische Struktur. Untersuchungen zur Syntax und Semantik des deutschen Prädikatadjektivs (1976)
- Grundriß der deutschen Grammatik (1986)
- Das Fremdwort im Deutschen (2011)
- Deutsche Orthografie. Regelwerk und Kommentar (2017)